# Setia scillae
Setia scillae là một loài ốc biển nhỏ, là động vật thân mềm chân bụng sống ở biển trong họ Rissoidae.

## Miêu tả
- Kích thước: Vỏ ốc nhỏ, cao từ 8 đến 12 mm, đường kính từ 6 đến 8 mm.
- Hình dạng: Vỏ ốc hình nón thuôn dài, với 5-6 vòng xoắn.
- Màu sắc: Vỏ ốc có màu nâu nhạt hoặc vàng, với các đường xoắn màu nâu sẫm.
- Môi: Môi mỏng, sắc nhọn.
- Nắp: Nắp ốc mỏng, màu nâu.
- Columella: Columella mập, có một nếp gấp.

Môi trường sống: Ốc biển Setia scillae sống ở vùng nước nông, thường bám vào các tảng đá, san hô, hoặc rong biển.
Chế độ ăn: Ốc biển Setia scillae ăn tảo và các sinh vật phù du.
Sinh sản: Ốc biển Setia scillae là loài lưỡng tính. Chúng sinh sản bằng cách đẻ trứng.
Tầm quan trọng: Ốc biển Setia scillae là một phần quan trọng của hệ sinh thái biển. Chúng góp phần vào sự đa dạng sinh học và cung cấp thức ăn cho các loài động vật khác.

## Phân bố
Ốc biển Setia scillae phân bố ở vùng biển nhiệt đới và cận nhiệt đới, bao gồm Ấn Độ Dương - Thái Bình Dương, Biển Đỏ, Địa Trung Hải, và Đại Tây Dương.